# Ras El Ma
Ras El Ma (àrab: رأس الماء, Raʿs al-Māʾ; amazic estàndard marroquí: ⵉⵅⴼ ⵏ ⵡⴰⵎⴰⵏ, Ixf n Waman) és un municipi de la província de Nador, a la regió de L'Oriental, al Marroc. Segons el cens de 2014 tenia una població total de 7.580 persones. Durant l'ocupació espanyola fou conegut com a Cabo de Agua.